# Angelo Giacomazzi
Angelo Giacomazzi (Genova, 21 dicembre 1907 – Milano, 30 aprile 1977) è stato un arrangiatore, direttore d'orchestra e compositore italiano.

## Biografia
Nella sua lunga carriera, svoltasi prevalentemente negli studi di registrazione di Milano, ha attraversato movimenti e stili che hanno caratterizzato la musica italiana a partire dal secondo dopoguerra. Molti gli artisti che si sono valsi della sua collaborazione come arrangiatore e direttore d'orchestra, fra i quali Domenico Modugno, Sergio Bruni, Pino Donaggio, Topo Gigio, Patrick Samson, Elio Gandolfi, Cristina Jorio, etc.
Ha diretto l'orchestra in diverse edizioni del Festival di Sanremo e del Festival di Napoli, con una partecipazione all" Eurovision Song Contest 1966 con Domenico Modugno, che presentò la canzone Dio come ti amo, vincitrice del Festival di Sanremo dello stesso anno.
Ha sempre dato molta importanza alla sezione ritmica per le registrazioni in studio, ed è stato uno dei primi arrangiatori a scoprire e valorizzare giovanissimi strumentisti come Pino Presti, Tullio De Piscopo e il chitarrista Andrea Sacchi.
Gli ultimi arrangiamenti risalgono al 1976, realizzati per alcuni dei brani presenti in L'anniversario (album) di Domenico Modugno. Per lo stesso cantautore, l'anno precedente, aveva realizzato l'arrangiamento di uno dei suoi più grandi successi commerciali: Piange... il telefono (singolo).
Muore a Milano il 30 aprile 1977 e viene sepolto al Cimitero maggiore di Milano.